# Steineiben
Die Steineiben (Podocarpus) sind eine Pflanzengattung in der Familie der Steineibengewächse (Podocarpaceae). Die etwa 105 Arten gedeihen in den Tropen.

## Beschreibung

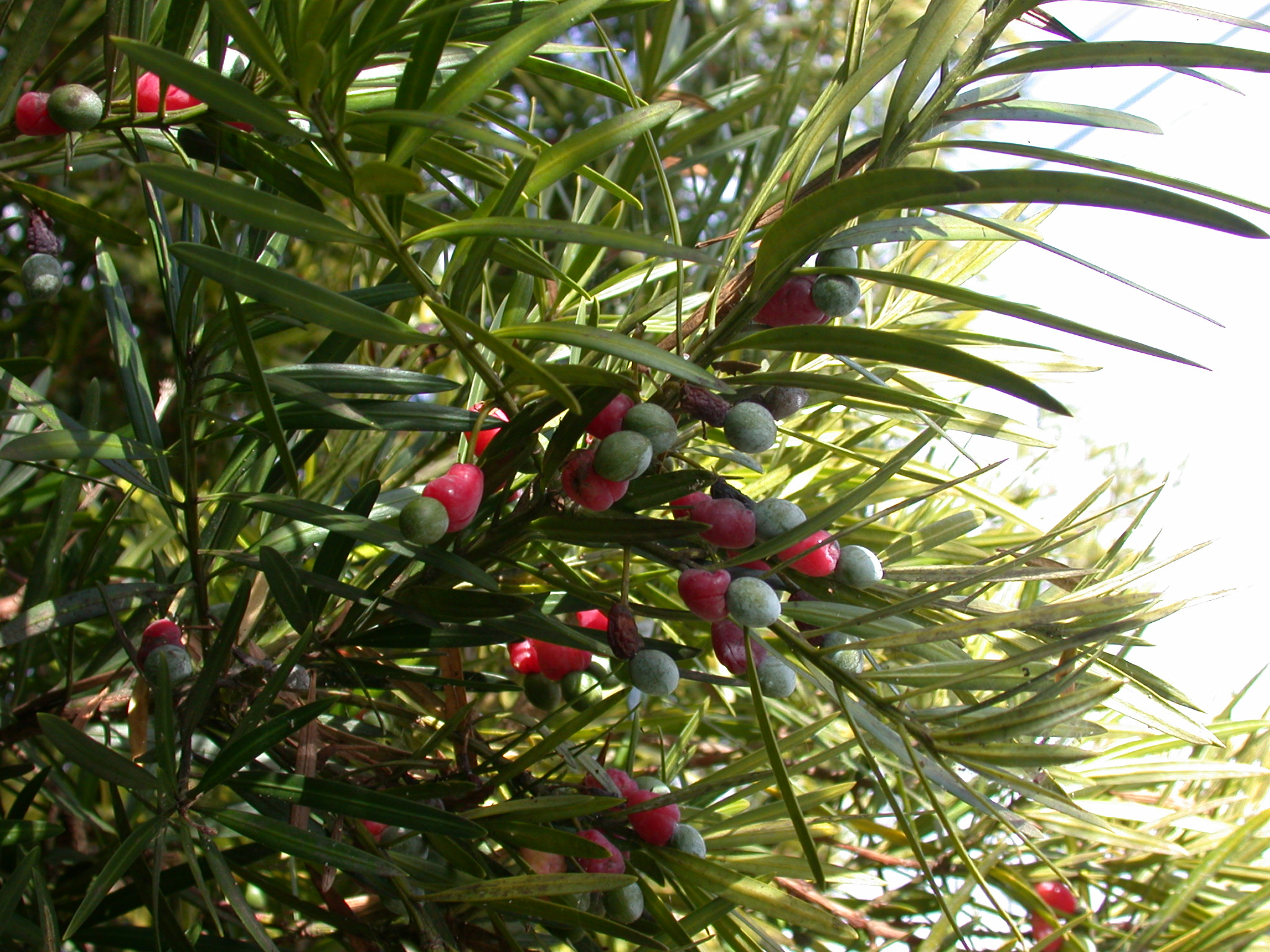
Großblättrige Steineibe (Podocarpus macrophyllus), Blätter und Samen mit roten Arillus

### Vegetative Merkmale
Podocarpus-Arten sind immergrüne Sträucher oder Bäume, die Wuchshöhen von etwa 40 Meter erreichen können. Die wechselständigen Laubblätter sind nicht nadelförmig, sondern lanzettlich, sie sind derb und lederartig, sie besitzen meist einen Mittelnerv und selten wenige dazu parallele Nerven.

### Generative Merkmale
Die meisten Podocarpus-Arten sind zweihäusig getrenntgeschlechtig (diözisch). Die Samen sind von einem Samenmantel (Arillus) umgeben (wie bei den Eiben, daher der deutsche Name).

## Verbreitung
Die Steineiben sind mit vielen Arten in den Gebirgen der Tropen vertreten; das Verbreitungsgebiet der Gattung Podocarpus reicht südlich bis Chile und Neuseeland, in nördlicher Richtung bis nach Japan und Mexiko.
Im Südosten Afrikas gab es ursprünglich umfangreiche Steineibenwälder, die unter anderem einen wichtigen Lebensraum für den heute vom Aussterben bedrohten Kappapagei darstellen. Diese Wälder sind weitgehend abgeholzt und mit nicht im südlichen Afrika einheimischen Baumarten wieder aufgeforstet worden. Dazu wurden vor allem Eukalyptus-Arten und Koniferen verwendet. Steineibenwälder finden sich nur noch in unzugänglichen Höhenlagen.

## Systematik

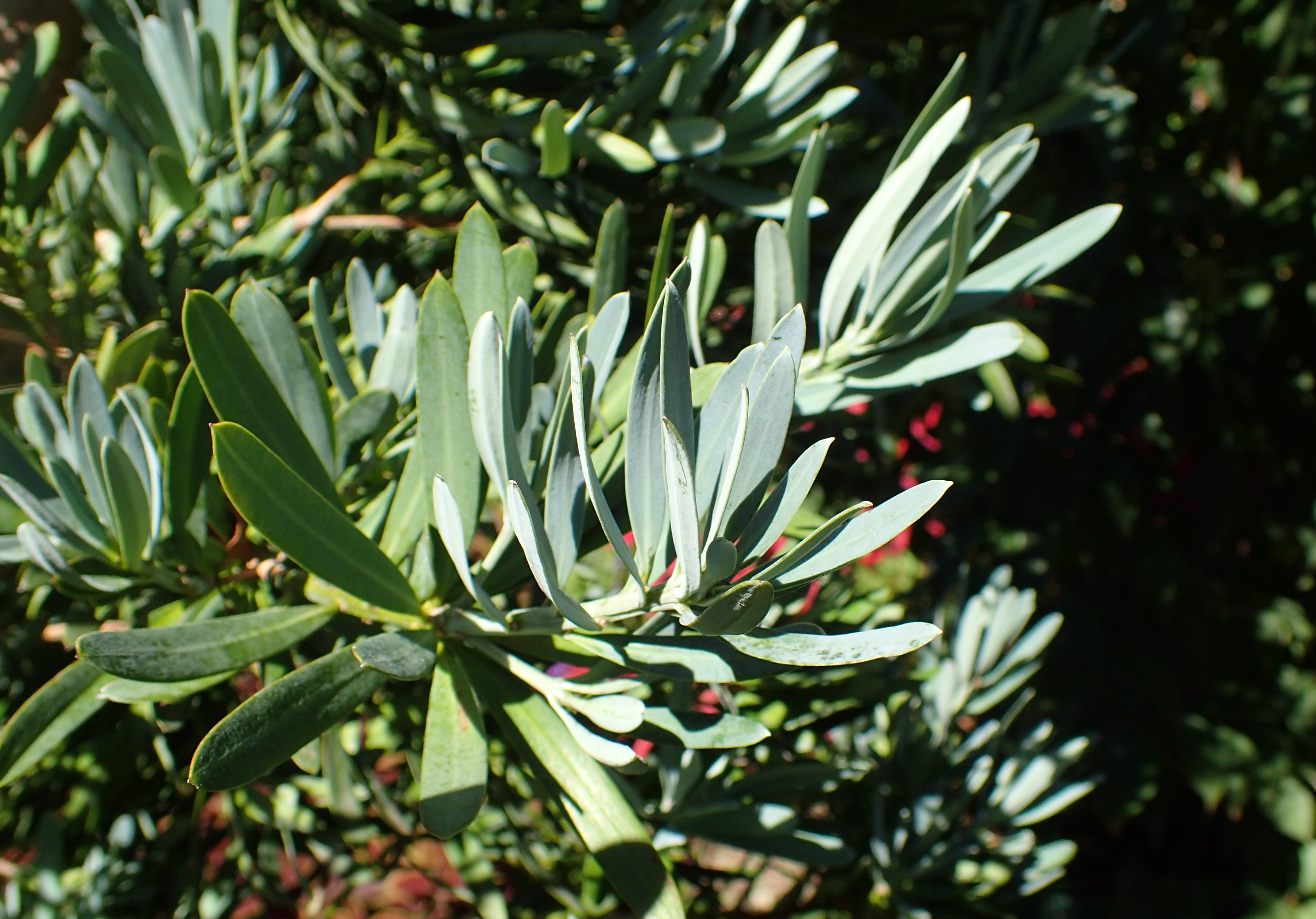
Sektion Podocarpus: Podocarpus elongatus

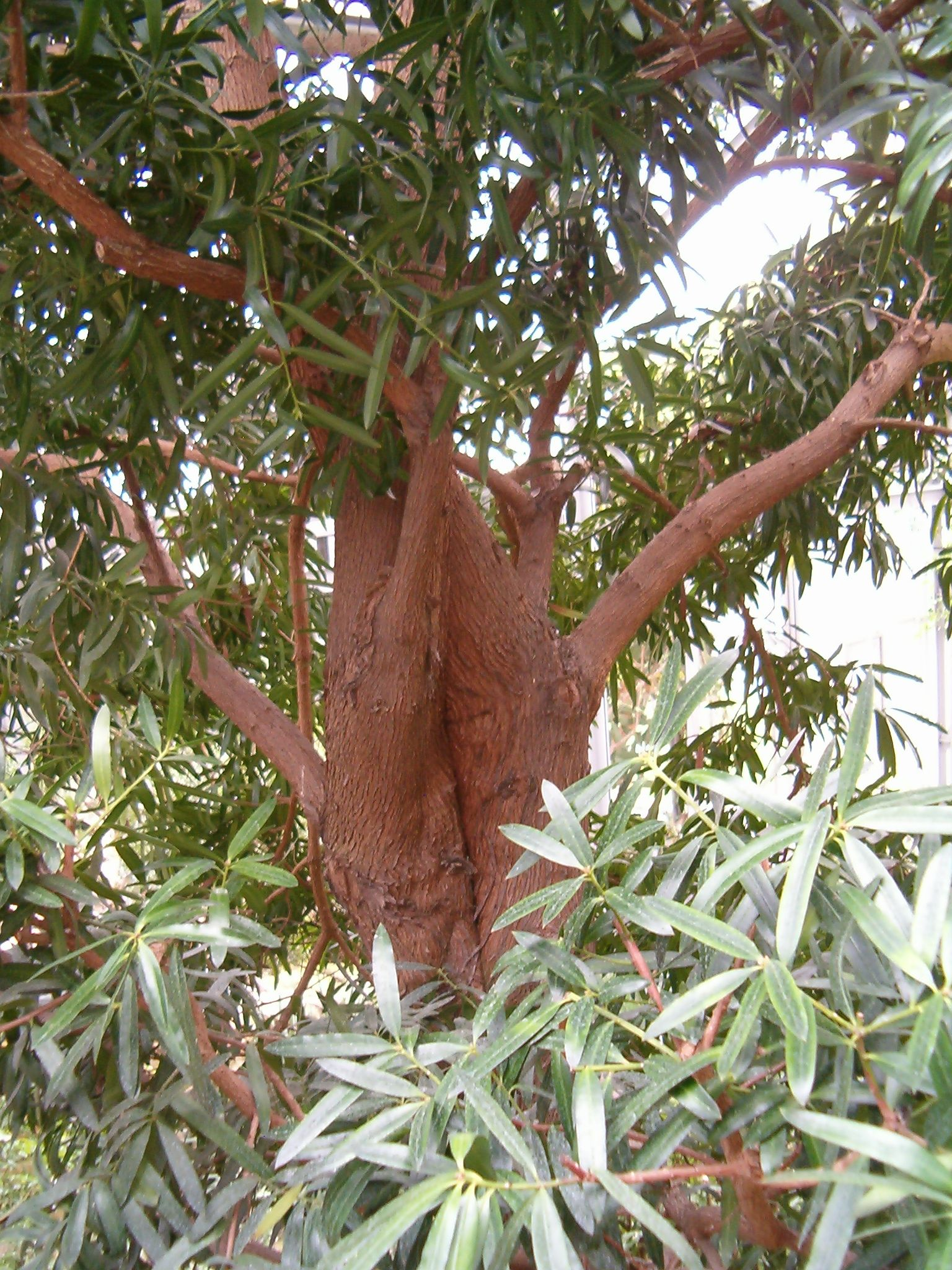
Sektion Podocarpus: Breitblättrige Steineibe (Podocarpus latifolius)

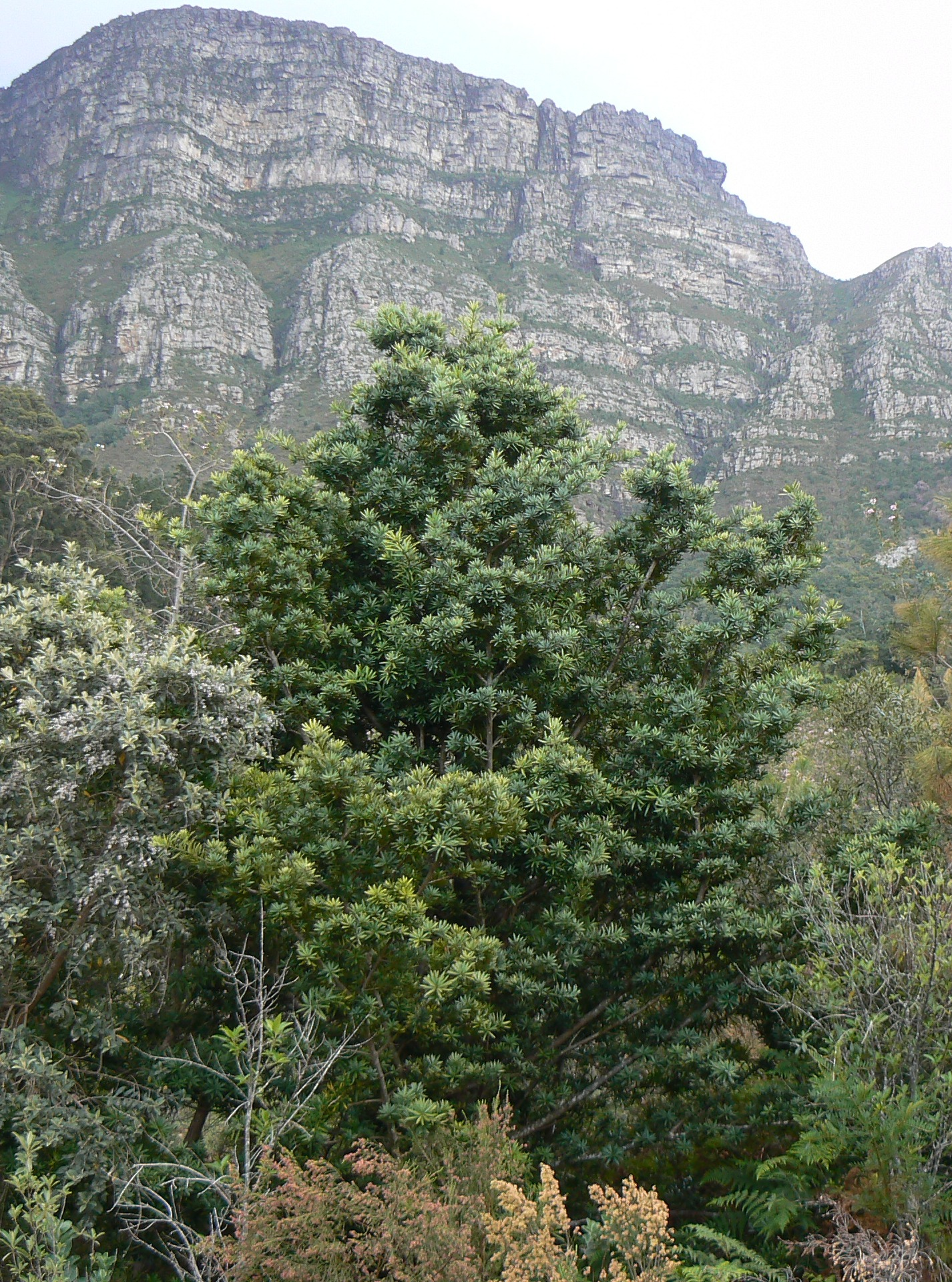
Sektion Podocarpus: Breitblättrige Steineibe (Podocarpus latifolius) am Tafelberg in Südafrika

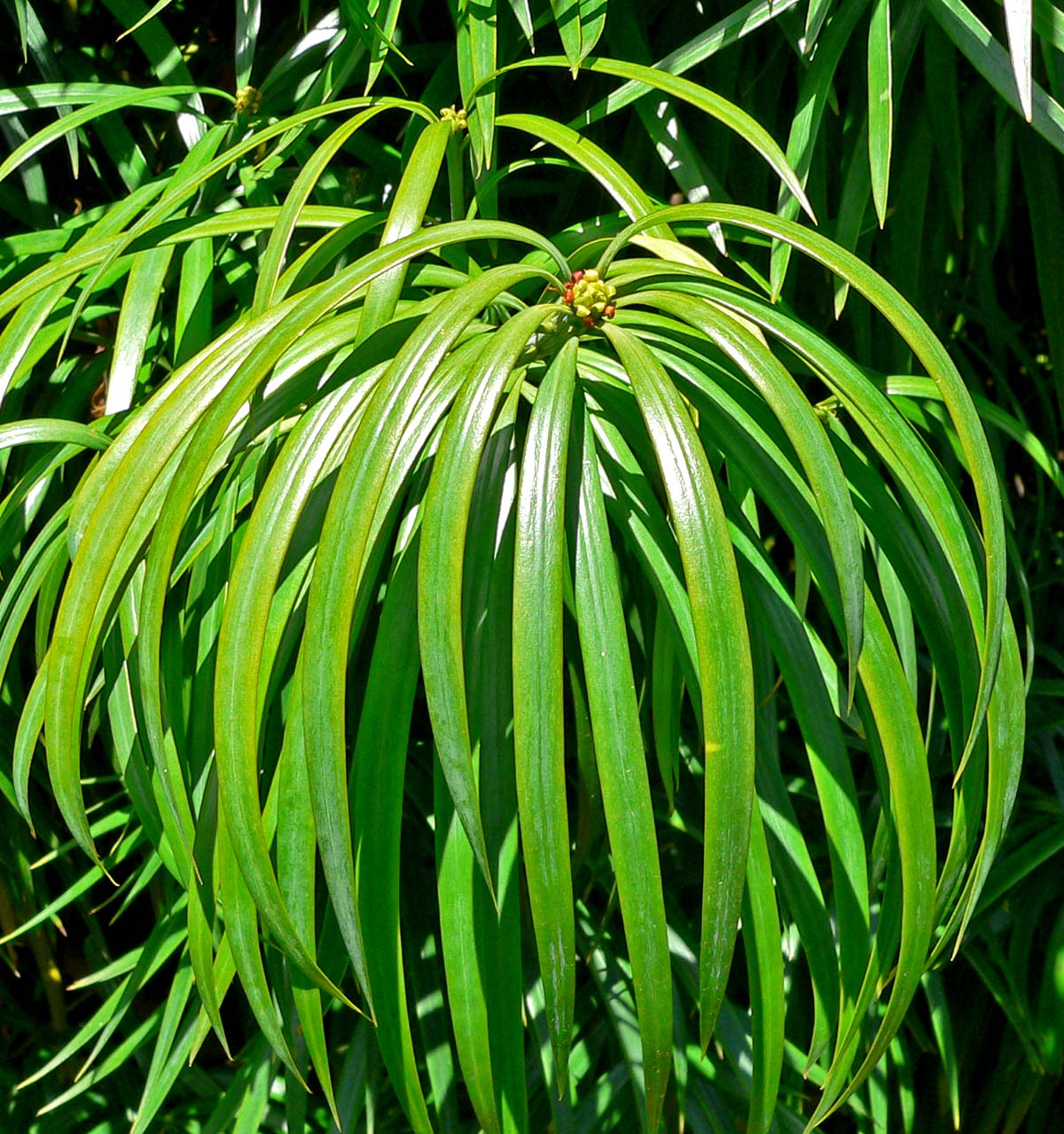
Sektion Scytopodium: Falsches Gelbholz (Podocarpus henkelii)

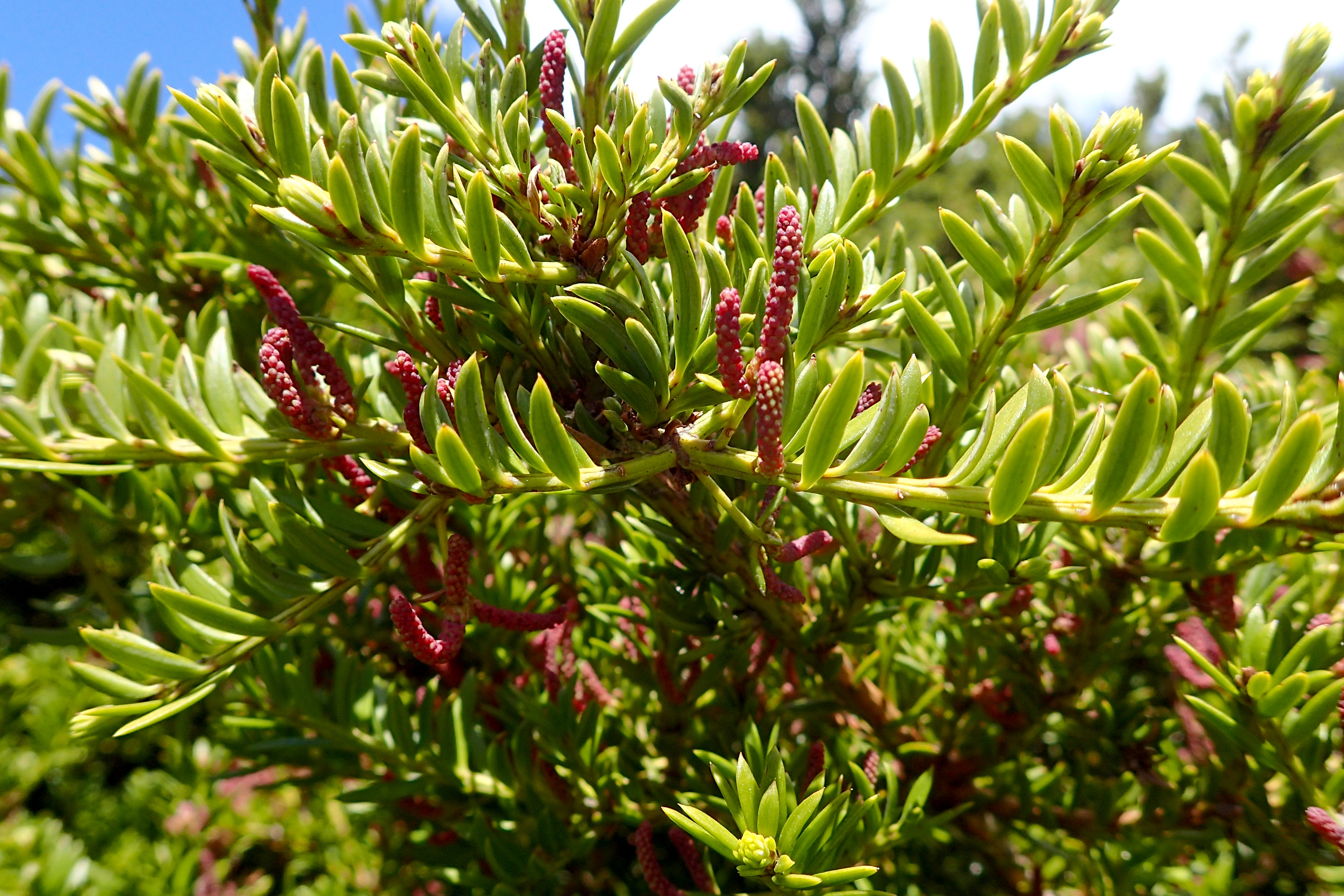
Sektion Australes: Neuseeländische Alpen-Steineibe (Podocarpus nivalis)

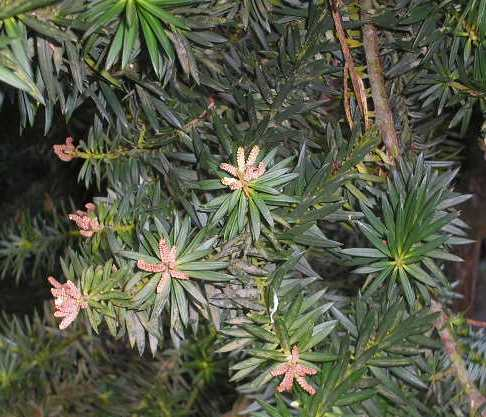
Sektion Australes: Chilenische Steineibe (Podocarpus nubigenus)

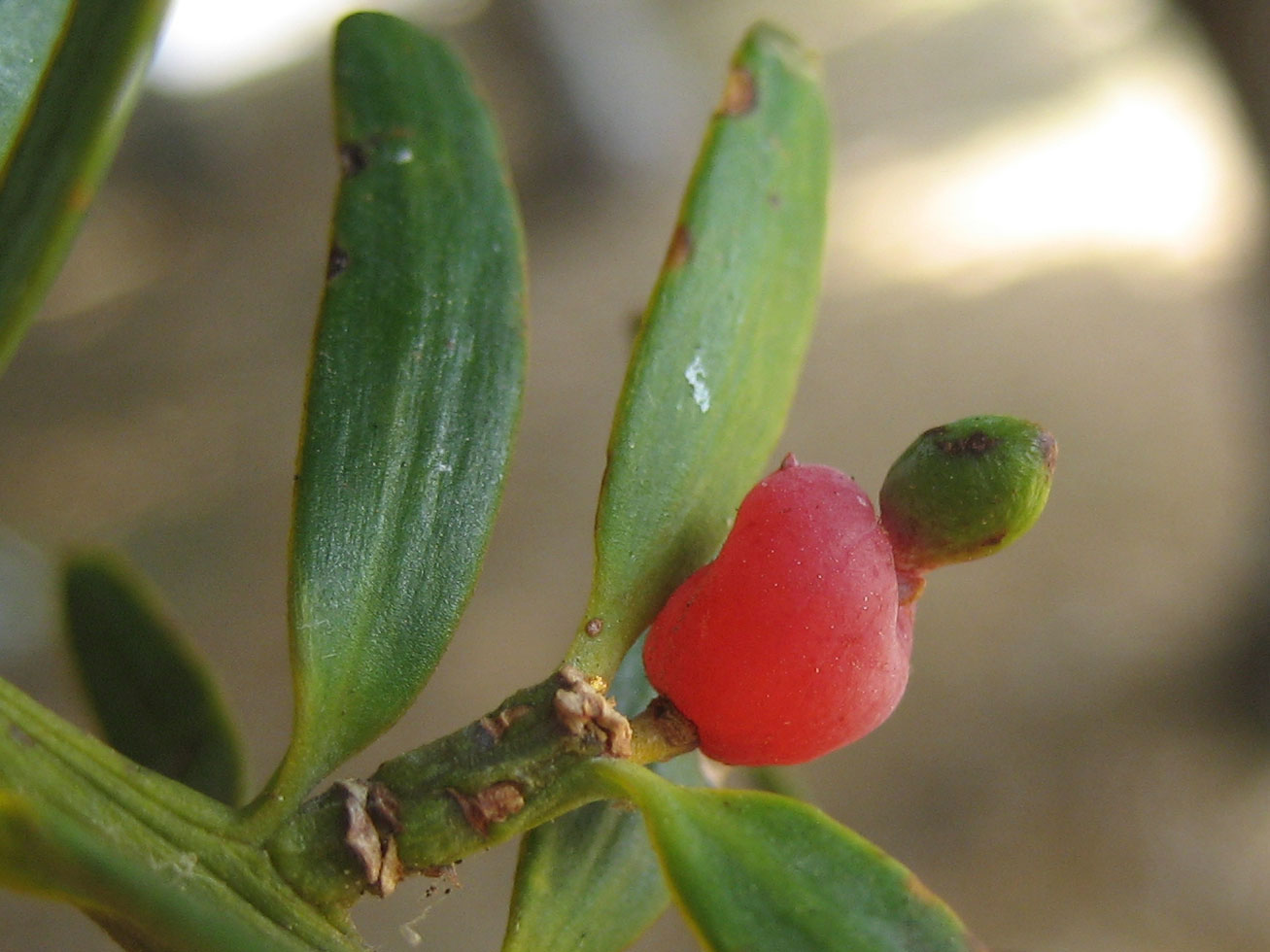
Sektion Australes: Totara (Podocarpus totara)

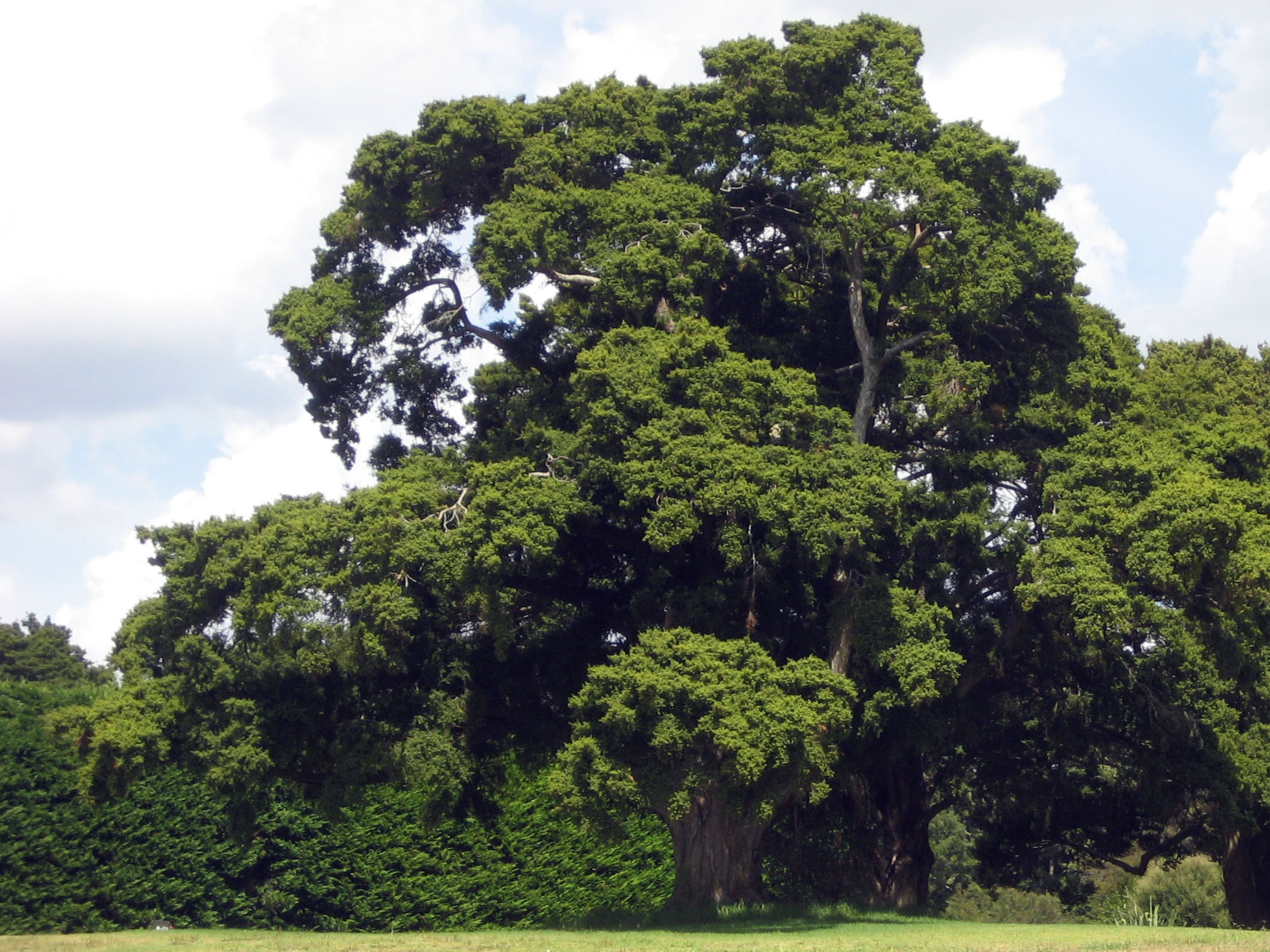
Sektion Australes: Totara (Podocarpus totara)

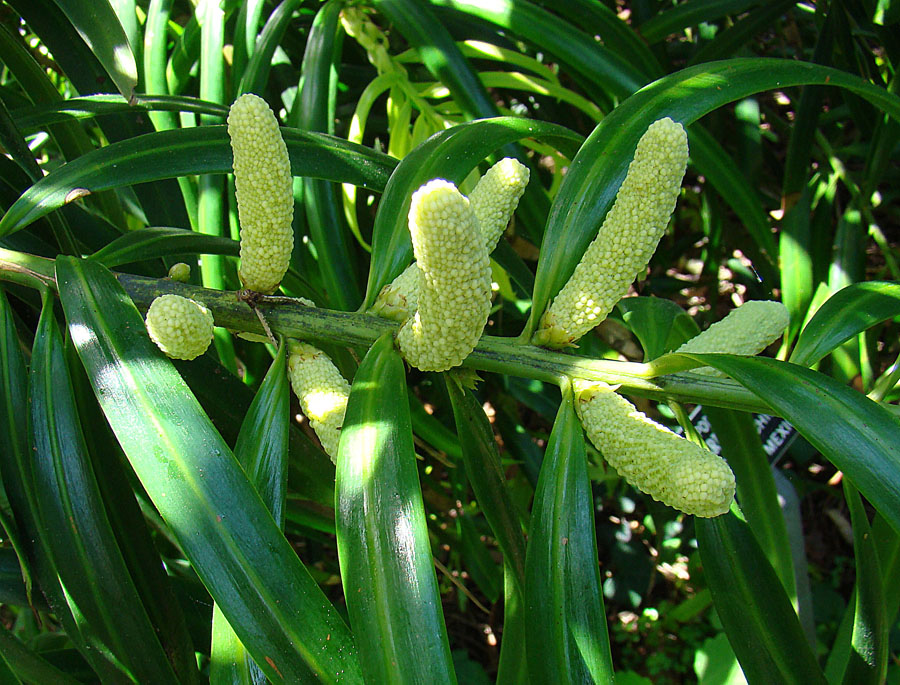
Sektion Lanceolati: Podocarpus matudae

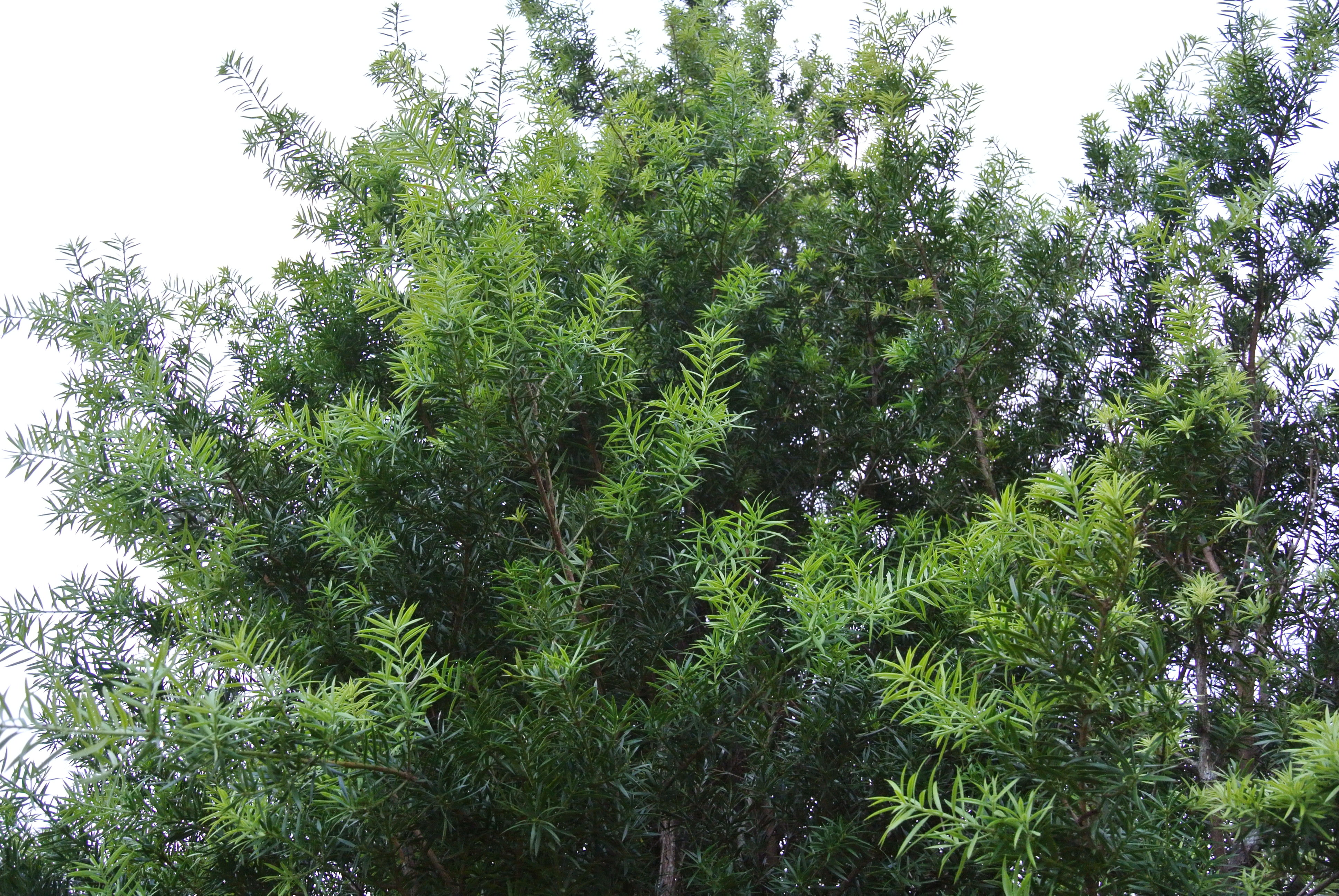
Sektion Pumiles: Schmalblättrige Steineibe (Podocarpus angustifolius)

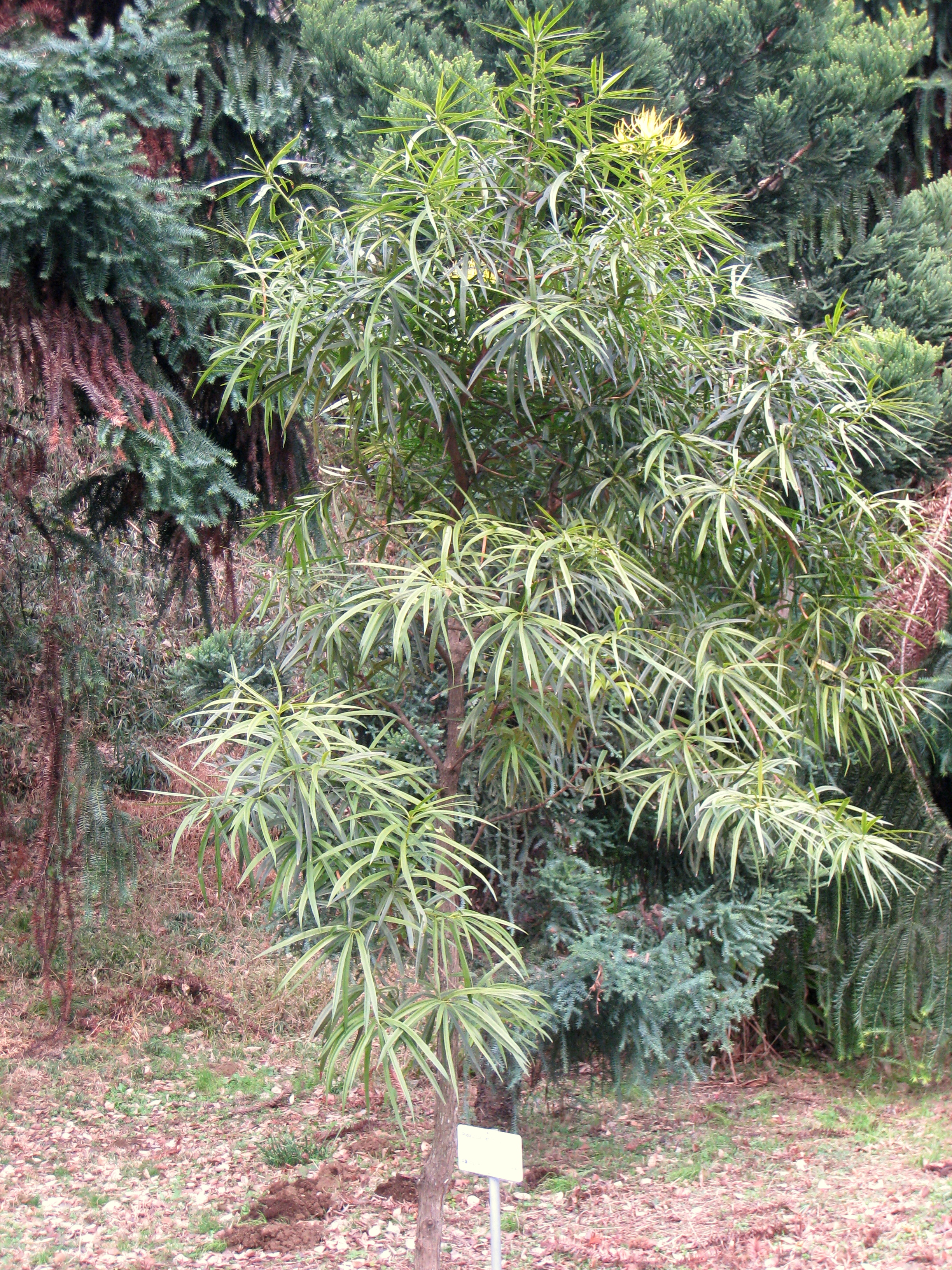
Sektion Foliolati: Oleanderblättrige Steineibe (Podocarpus neriifolius), Habitus

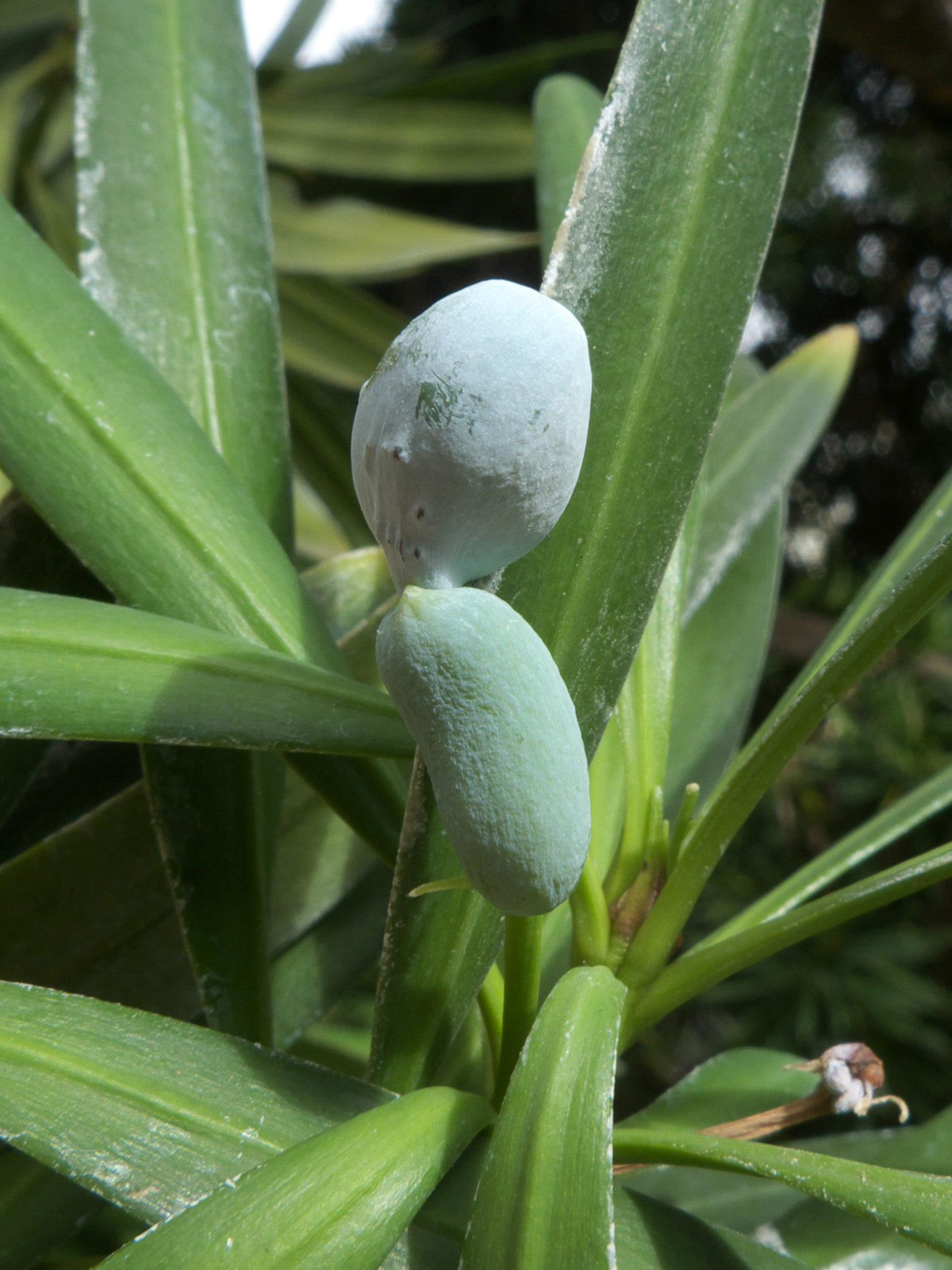
Sektion Foliolati: Oleanderblättrige Steineibe (Podocarpus neriifolius)

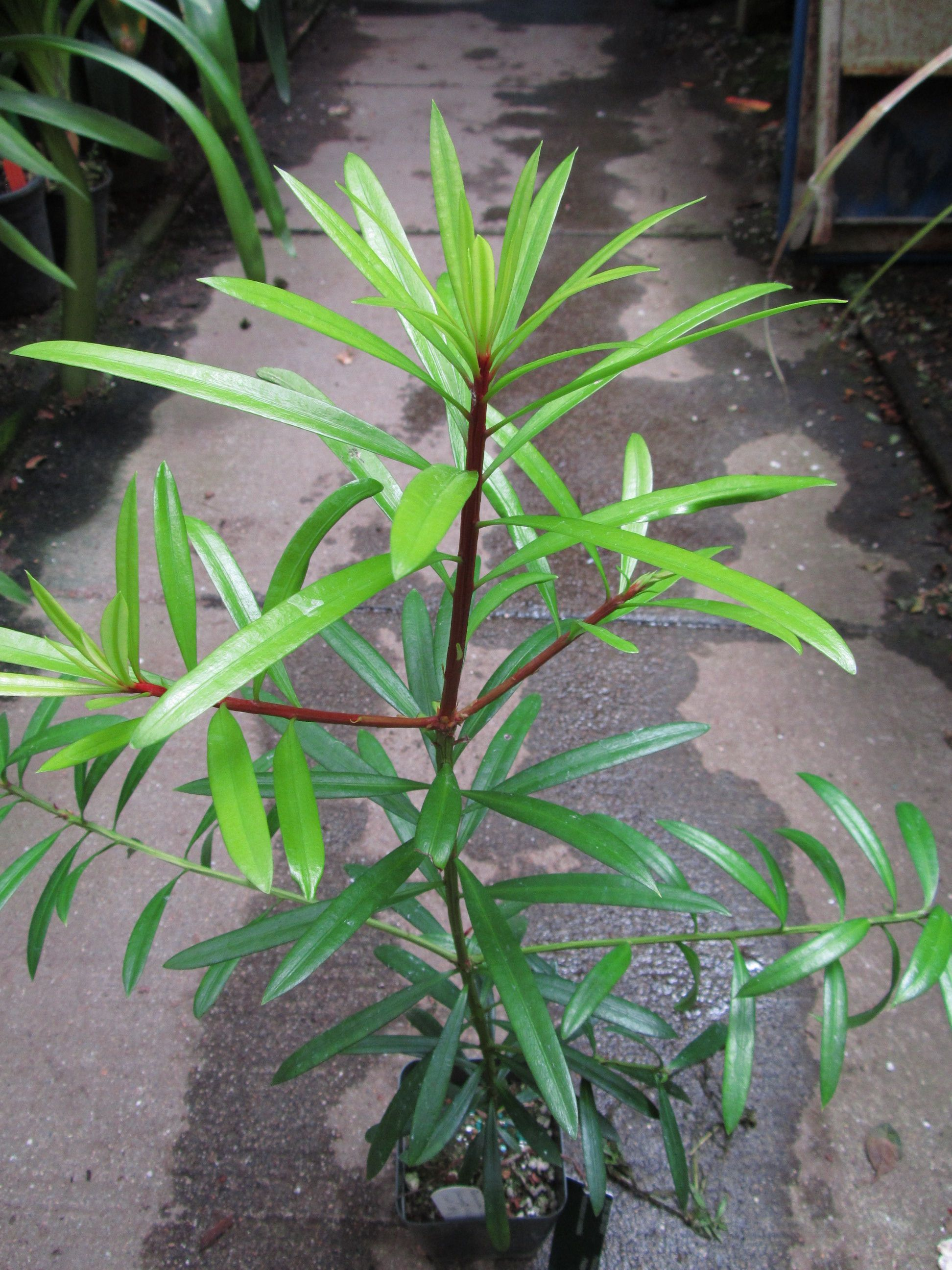
Sektion Macrostachyi: Podocarpus costalis

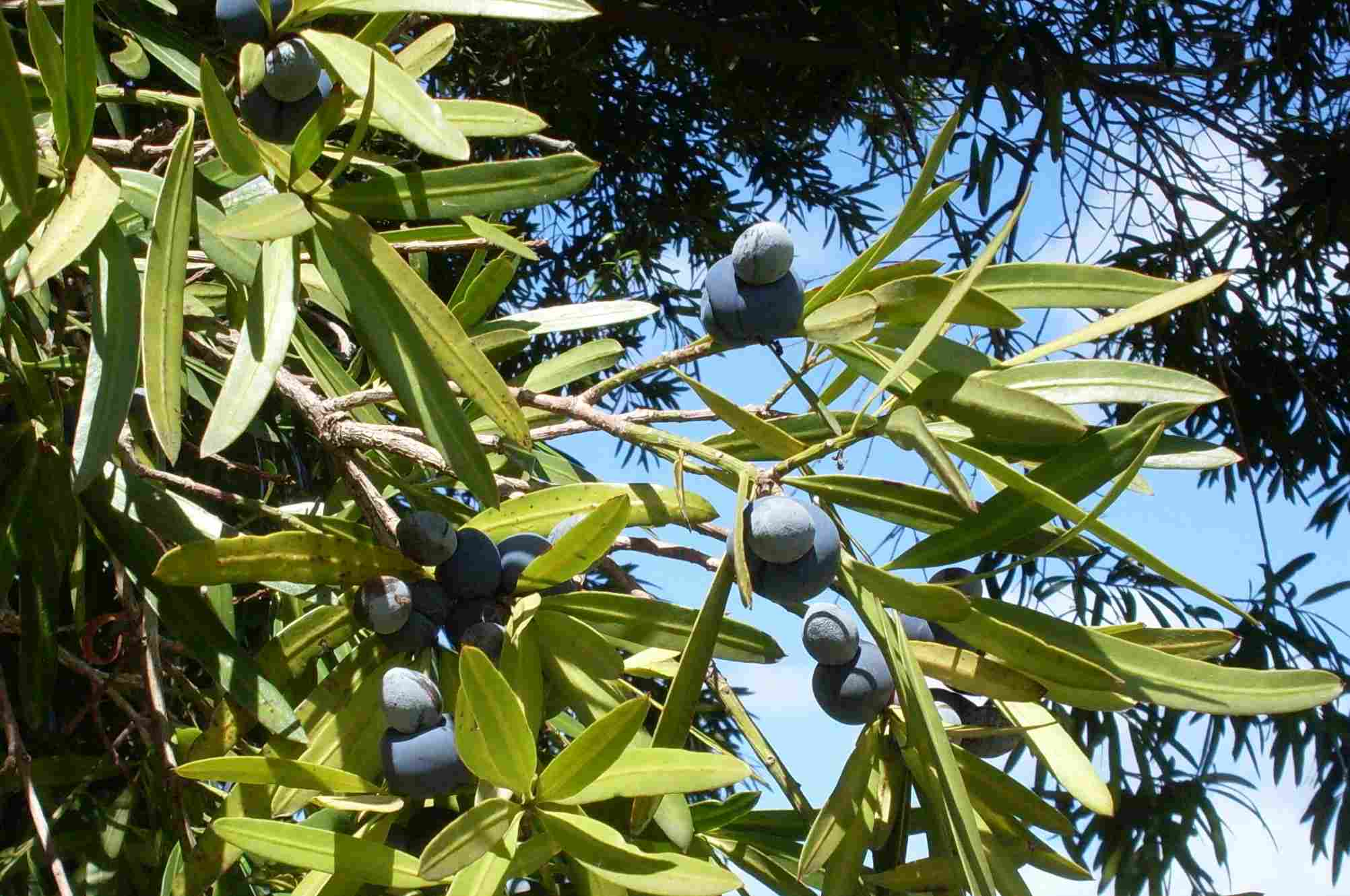
Sektion Polystachyi: Podocarpus elatus

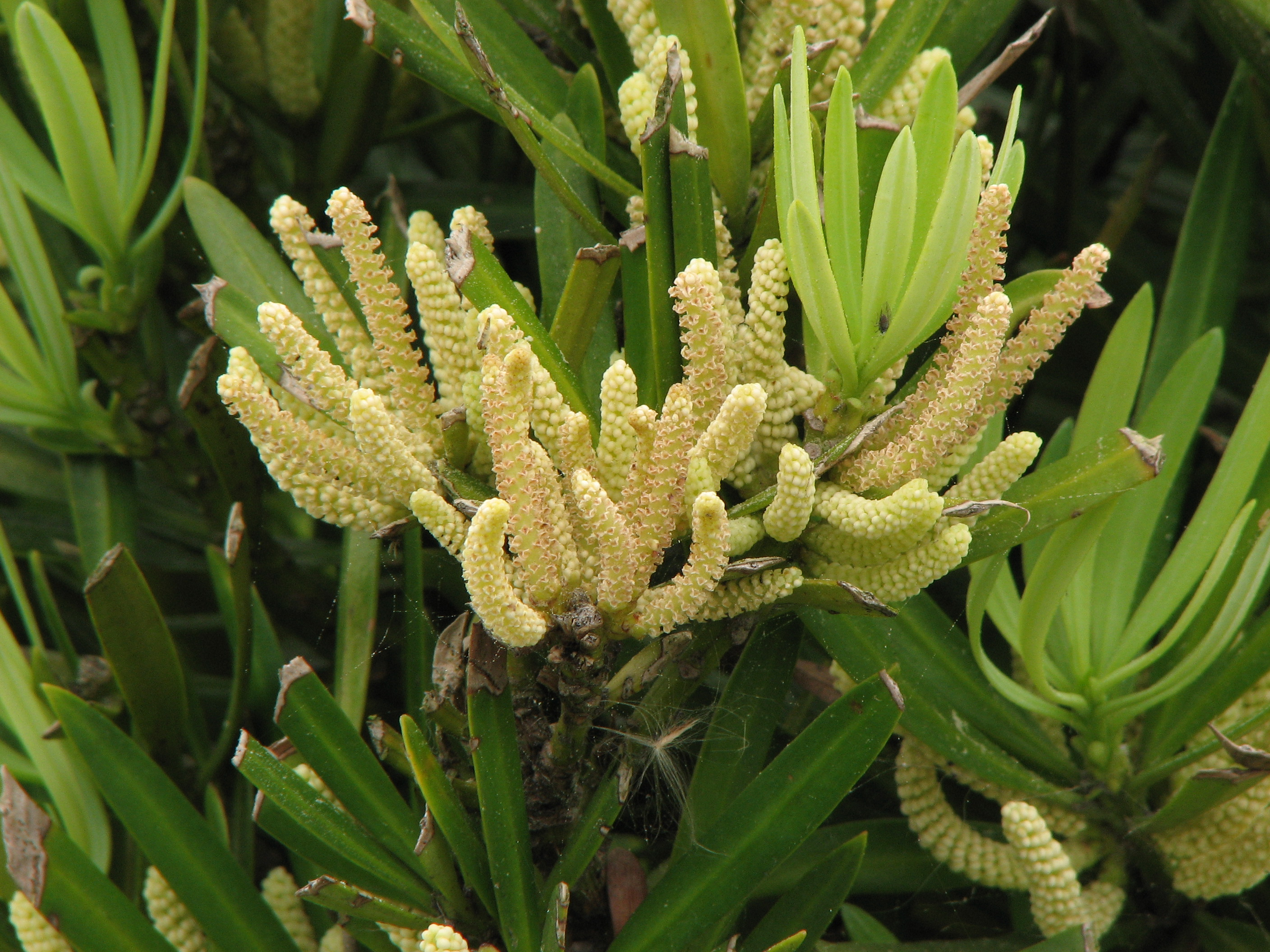
Sektion Polystachyi: Großblättrige Steineibe (Podocarpus macrophyllus) mit männlichen Blütenständen

Die Gattung Podocarpus wurde 1807 durch Charles Louis L’Héritier de Brutelle in Christiaan Hendrik Persoon: Synopsis Plantarum, Band 2, 2, Seite 580 aufgestellt. Typusart ist Podocarpus elongatus (Aiton) L'Herit. ex Pers. Der botanische Gattungsname Podocarpus bedeutet übersetzt „gestielte Frucht“. Allerdings tragen diese Nacktsamer keine Früchte im botanischen Sinne, sondern gestielte Samen mit einem farbigen Arillus. Podocarpus L’Hérit ex Pers. wurde konserviert gegenüber Podocarpus Labill. Ein weiteres Synonym für Podocarpus L’Hérit ex Pers. nom. cons. ist Margbensonia A.E.Bobrov & Melikyan.
In der Gattung Podocarpus gibt es 105 Arten. Sie ist in zwei Untergattungen und mehrere Sektionen gegliedert. Bei den Namen der Untergattungen und Sektionen wurden die Endungen gemäß dem Internationalen Code der Botanischen Nomenklatur korrigiert (Artikel 32.6):
- Untergattung Podocarpus:
  - Sektion Podocarpus: Die nur zwei Arten sind im südlichen Afrika verbreitet:
    - Podocarpus elongatus (Aiton) L'Hér. ex Pers. (Syn.: Podocarpus thunbergii var. angustiloba Sim, Taxus capensis Lam., Taxus elongata Aiton): Sie kommt in der südafrikanischen Provinz Westkap von den Bokkeveld-Bergen bis Swellendam vor.[2]
    - Breitblättrige Steineibe[3] (Podocarpus latifolius (Thunb.) R.Br. ex Mirb., Syn.: Podocarpus latifolius var. confertus Pilg., Podocarpus latifolius var. latior Pilg., Podocarpus latior (Pilg.) Gaussen, Podocarpus milanjianus Rendle, Podocarpus thunbergii Hook.): Sie ist im südlichen Afrika verbreitet.[2]

  - Sektion Scytopodium: Die sechs bis acht Arten kommen in Madagaskar und von Ost- bis Südafrika vor:
    - Podocarpus capuronii de Laub.: Dieser Endemit ist nur von fünf Fundorten in der Provinz Fianarantsoa im zentralen Madagaskar bekannt.[4]
    - Falsches Gelbholz (Podocarpus henkelii Stapf ex Dallim. & B.D.Jacks., Podocarpus ensiculus Melville, Podocarpus madagascariensis var. procerus de Laub.): Sie kommt in den südafrikanischen Provinzen Ostkap sowie KwaZulu-Natal[2], Simbabwe, Tansania, Malawi und in Madagaskar[4] vor.
    - Podocarpus humbertii de Laub.: Diese gefährdete Art kommt nur an fünf Fundorten in den Provinzen Antsiranana sowie Mahajanga im nördlichen Madagaskar vor.[4]
    - Podocarpus madagascariensis Baker: Sie kommt in Madagaskar vor.[4]
    - Podocarpus neoprumnopitys Silba: Es ist nur ein Fundort in Madagaskar bekannt.[4]
    - Podocarpus perrieri Gaussen & Woltz: Von dieser gefährdeten Art sind nur zwei Fundorte auf Madagaskar bekannt.[4][5]
    - Podocarpus rostratus J.Laurent: Es sind nur wenige Fundorte in Madagaskar bekannt.[4]
    - Podocarpus woltzii Gaussen: Sie kommt in Madagaskar vor.[4]

  - Sektion Australes (südöstliches Australien, Neuseeland, Neukaledonien, südliches Chile)
    - Podocarpus gnidioides Carrière: Sie kommt im südöstlichen Neukaledonien vor.[6]
    - Cunninghams Steineibe (Podocarpus laetus Hooibr. ex Endl.): Sie kommt in Neuseeland vor.[6]
    - Alpen-Steineibe[3] (Podocarpus lawrencei Hook. f., Syn.: Podocarpus alpinus R.Br. ex Hook. f.): Sie kommt von New South Wales bis Tasmanien vor.[6]
    - Neuseeländische Alpen-Steineibe (Podocarpus nivalis Hook.): Sie kommt in Neuseeland vor.[6]
    - Chilenische Steineibe[3] (Podocarpus nubigenus Lindl.): Sie kommt vom südlichen Chile bis zum südlichen Argentinien vor.[6]
    - Totara oder Totara-Steineibe (Podocarpus totara G.Benn. ex D.Don): Sie kommt in Neuseeland vor.[6]

  - Sektion Crassiformes (nordöstliches Queensland)
    - Podocarpus smithii de Laub.: Sie kommt in Queensland vor.[6]

  - Sektion Capitulati (Zentral-Chile, südliches Brasilien, in den Anden vom nördlichen Argentinien bis Ecuador)
    - Podocarpus glomeratus D. Don: Sie kommt in Ecuador, Bolivien und Peru vor.
    - Argentinische Steineibe[3] (Podocarpus lambertii Klotzsch ex Endl.): Sie kommt vom südlichen und südöstlichen Brasilien bis Argentinien vor.
    - Podocarpus parlatorei Pilg.: Sie kommt in Bolivien, Peru und im nordwestlichen Argentinien vor.
    - Weidenähnliche Steineibe (Podocarpus salignus D.Don): Sie kommt im südlichen und im südlich-zentralen Chile vor.
    - Podocarpus sellowii Klotzsch ex Endl.: Sie kommt in zwei Varietäten in Brasilien vor.
    - Podocarpus sprucei Parl.: Sie kommt im westlichen Ecuador und im nördlichen Peru vor.
    - Podocarpus transiens (Pilg.) de Laub.: Sie kommt in Brasilien vor.

  - Sektion Pratenses (südöstliches Mexiko bis Guyana und Peru)
    - Podocarpus oleifolius D.Don: Sie kommt in zwei Unterarten von Mexiko bis ins westliche Südamerika vor:[6]
      - Podocarpus oleifolius subsp. costaricensis (J.Buchholz & N.E.Gray) Silba: Sie kommt von Mexiko bis Panama vor.[6]
      - Podocarpus oleifolius subsp. oleifolius: Sie kommt in Kolumbien, Ecuador, Venezuela, Bolivien und Peru vor.[6]

    - Podocarpus pendulifolius J.Buchholz & N.E.Gray: Sie kommt im nordwestlichen Venezuela vor.[6]
    - Podocarpus tepuiensis J.Buchholz & N.E.Gray: Sie kommt im südlichen Venezuela und im südöstlichen Ecuador vor.[6]

  - Sektion Lanceolati (südliches Mexiko, Kleine Antillen, Venezuela bis ins Hochland von Bolivien)
    - Podocarpus coriaceus Rich. & A.Rich.: Sie kommt von Puerto Rico bis Trinidad-Tobago vor.[6]
    - Podocarpus matudae Lundell: Sie kommt von Mexiko bis El Salvador vor.[6] Es gibt zwei Unterarten:
      - Podocarpus matudae subsp. jaliscanus (de Laub. & Silba) Silba: Sie kommt im mexikanischen Bundesstaat Jalisco vor.[6]
      - Podocarpus matudae subsp. matudae: Sie kommt von Mexiko bis El Salvador vor.[6]

    - Podocarpus rusbyi J.Buchholz & N.E.Gray: Sie kommt vom zentralen Bolivien bis Peru vor.[6]
    - Podocarpus salicifolius Klotzsch & H.Karst. ex Endl.: Sie kommt in Kolumbien, Venezuela, Bolivien, Peru und im nördlichen Brasilien vor.[6]
    - Podocarpus steyermarkii J.Buchholz & N.E.Gray: Sie kommt von Venezuela bis Guayana vor.[6]

  - Sektion Pumiles (südliche Karibische Inseln und Guyana-Hochland)
    - Schmalblättrige Steineibe[3] (Podocarpus angustifolius Griseb.): Sie kommt im westlichen und im südlich-zentralen Kuba vor.[6]
    - Podocarpus aristulatus Parl.: Sie kommt im östlichen Kuba vor.[6]
    - Podocarpus roraimae Pilg. (Syn.: Podocarpus buchholzii de Laub.): Sie kommt vom südlichen Venezuela bis zum Roraima-Tepui in Guayana vor.[6]
    - Podocarpus urbanii Pilg.: Sie kommt im östlichen Jamaika vor.[6]

  - Sektion Nemorales (zentrales und nördliches Südamerika, Richtung Süden bis Bolivien)
    - Podocarpus brasiliensis de Laub.: Sie kommt von Venezuela bis ins nördliche und zentrale Brasilien vor.[6]
    - Podocarpus celatus de Laub.: Sie kommt vom südlichen Venezuela bis Bolivien vor.[6]
    - Podocarpus guatemalensis Standl.: Sie kommt von Mexiko bis Kolumbien vor.[6]
    - Podocarpus magnifolius J.Buchholz & N.E.Gray: Sie kommt in Panama, Kolumbien, Venezuela, Bolivien und in Peru vor.[6]
    - Podocarpus purdieanus Hook.: Sie kommt im zentralen Jamaika vor.[6]
    - Podocarpus trinitensis J.Buchholz & N.E.Gray: Sie kommt in Trinidad vor.[6]

- Untergattung Foliolati:
  - Sektion Foliolati (Nepal bis Sumatra, Philippinen, und Neuguinea bis Tonga)
    - Podocarpus archboldii N.E.Gray (Syn.: Podocarpus crassigemmis de Laub.): Sie kommt von Neuguinea bis Neubritannien vor.[6]
    - Podocarpus borneensis de Laub.: Sie kommt auf Borneo vor.[6]
    - Podocarpus deflexus Ridl.: Sie kommt von der Malaiischen Halbinsel bis ins nördliche Sumatra vor.[6]
    - Podocarpus insularis de Laub.: Sie kommt in Neuguinea, im Bismarck-Archipel und auf den Salomonen vor.[6]
    - Podocarpus levis de Laub.: Sie kommt vom östlichen Borneo bis zum westlichen Neuguinea vor.[6]
    - Oleanderblättrige Steineibe (Podocarpus neriifolius D. Don): Sie kommt von Nepal bis ins westliche und ins zentrale Malesien vor.[6]
    - Podocarpus novae-caledoniae Vieill. ex Brongn. & Griseb.: Sie kommt im südöstlichen Neukaledonien vor.[6]
    - Podocarpus pallidus N.E.Gray: Sie kommt auf Tonga in den Divisionen 'Eua und Vava'u vor.[6]
    - Podocarpus rubens de Laub.: Sie kommt von Sumatra bis Neuguinea und dem Bismarck-Archipel vor.[6]
    - Podocarpus spathoides de Laub.: Sie kommt auf der Malaiischen Halbinsel vor.[6]

  - Sektion Acuminati (nördliches Queensland, Neuguinea, Neubritannien, Borneo)
    - Podocarpus dispermus C.T.White: Sie kommt im nordöstlichen Queensland vor.[6]
    - Podocarpus ledermannii Pilg.: Sie kommt in zwei Varietäten von Neuguinea bis Neubritannien vor.[6]
    - Podocarpus micropedunculatus de Laub.: Sie kommt in Borneo vor.[6]

  - Sektion Globulus (Taiwan bis Vietnam, Sumatra und Borneo, und Neukaledonien)
    - Podocarpus annamiensis N.E.Gray: Sie kommt in Hainan, Vietnam und Myanmar vor.[6]
    - Podocarpus globulus de Laub.: Sie kommt in Borneo vor.[6]
    - Podocarpus lucienii de Laub.: Sie kommt in Neukaledonien vor.[6]
    - Podocarpus nakaii Hayata: Sie kommt in Taiwan vor.[6]
    - Podocarpus sylvestris J. Buchholz: Sie kommt in Neukaledonien vor.[6]
    - Podocarpus teysmannii Miq.: Sie kommt im nördlichen Myanmar und im westlichen Malesien vor.[6]

  - Sektion Longifoliolati (Sumatra und Borneo, bis Fidschi)
    - Podocarpus atjehensis (Wasscher) de Laub.: Sie kommt im nördlichen Sumatra, in Sulawesi und im westlichen Neuguinea vor.[6]
    - Podocarpus bracteatus Blume: Sie kommt im nördlichen Sumatra, in Java und in Flores vor.[6]
    - Podocarpus confertus de Laub.: Sie kommt im nördlichen und nordwestlichen Borneo vor.[6]
    - Podocarpus decumbens N.E.Gray: Sie kommt im südöstlichen Neukaledonien vor.[6]
    - Podocarpus degeneri (N.E.Gray) de Laub.: Sie kommt in Fidschi vor.[6]
    - Podocarpus gibbsiae N.E.Gray: Sie kommt in Borneo vor.[6]
    - Podocarpus longifoliolatus Pilg.: Sie kommt im südöstlichen Neukaledonien vor.[6]
    - Podocarpus polyspermus de Laub.: Sie kommt im zentralen Neukaledonien vor.[6]
    - Podocarpus pseudobracteatus de Laub.: Sie kommt in zwei Varietäten in Neuguinea vor.[6]
    - Podocarpus salomoniensis Wasscher: Sie kommt auf den Salomonen vor.[6]

  - Sektion Graciles (südliches China, von Malaysia bis Fidschi)
    - Podocarpus affinis Seem.: Sie kommt auf Viti Levu vor.[6]
    - Blaue Steineibe[3] (Podocarpus glaucus Foxw.); Sie kommt von den Philippinen bis Papuasien vor.[6]
    - Podocarpus lophatus de Laub.: Sie kommt auf den Philippinen vor.[6]
    - Podocarpus pilgeri Foxw.: Sie kommt von Guangxi bis Indochina und von Borneo bis Neuguinea vor.[6]
    - Podocarpus ramosii R.R.Mill (Syn.: Podocarpus rotundus de Laub. non Bocharn.): Sie kommt vom östlichen Borneo bis zu den Philippinen vor.[6]

  - Sektion Macrostachyi (Südostasien bis Neuguinea)
    - Podocarpus brassii Pilg.: Sie kommt in zwei Varietäten in Neuguinea vor.[6]
    - Podocarpus brevifolius (Stapf) Foxw.: Sie kommt in Borneo vor.[6]
    - Podocarpus costalis C. Presl: Sie kommt von Taiwan bis zu den Philippinen und auf den  Nansei-Inseln vor.[6]
    - Podocarpus tixieri Gaussen ex Silba: Sie kommt vom südöstlichen Thailand bis ins südliche Kambodscha vor.[6]

  - Sektion Rumphius (Hainan, südwärts bis Malaysia bis nördliches Queensland)
    - Podocarpus grayae de Laub.: Sie kommt vom nordöstlichen Northern Territory bis ins nördliche Queensland vor.[6]
    - Podocarpus laubenfelsii Tiong: Sie kommt in Borneo vor.[6]
    - Podocarpus rumphii Blume: Sie kommt in Hainan und von Malesien bis Neuguinea vor.[6]

  - Sektion Polystachyi (südliches China und Japan, von Malaysia bis Neuguinea und nordöstliches Australien)
    - Chinesische Steineibe[3] (Podocarpus chinensis Wall. ex Parl.): Sie kommt in Taiwan, in Japan und vom südlichen China bis ins nördliche Myanmar vor. Sie wird von manchen Autoren auch zu Podocarpus macrophyllus (Thunb.) Sweet gestellt.[6]
    - Podocarpus chingianus S.Y.Hu: Sie kommt in den chinesischen Provinzen Jiangsu und Zhejiang vor.[6]
    - Podocarpus elatus R.Br. ex Endl.: Sie kommt im nördlichen und östlichen Australien vor.[6]
    - Podocarpus fasciculus de Laub.: Sie kommt von Japan bis Taiwan vor.[6]
    - Podocarpus macrocarpus de Laub.: Sie kommt im nördlichen Luzon vor.[6]
    - Großblättrige Steineibe[3] oder Tempel-Steineibe (Podocarpus macrophyllus (Thunb.) Sweet), Heimat: Südchina, Südjapan, Riukiu-Inseln. Man kann zwei Varietäten unterscheiden.[6]
    - Podocarpus polystachyus R.Br. ex Endl.: Sie kommt von Thailand bis Malesien vor.[6]
    - Podocarpus ridleyi (Wasscher) N.E.Gray: Sie kommt auf der Malaiischen Halbinsel vor.[6]
    - Podocarpus subtropicalis de Laub.: Sie kommt im südlichen China vor.[6]

  - Sektion Spinulosi (südöstliche und südwestliche Küsten Australiens)
    - Podocarpus drouynianus F.Muell.: Sie kommt im südwestlichen Australien vor.[6]
    - Stachlige Steineibe (Podocarpus spinulosus (Sm.) R.Br. ex Mirb.): Sie kommt in den australischen Bundesstaaten Queensland sowie New South Wales vor.[6]

Ohne Zuordnung zu einer Untergattung oder Sektion sind:
- Podocarpus beecherae de Laub.: Die 2003 erstbeschriebene Art kommt im südöstlichen Neukaledonien vor.[6]
- Podocarpus hookeri de Laub.: Die 2015 erstbeschriebene Art kommt von Assam bis Yunnan vor.[6]
- Podocarpus laminaris de Laub.: Die 2015 erstbeschriebene Art kommt in Papua-Neuguinea vor.[6]
- Podocarpus novoguineensis de Laub.: Die 2015 erstbeschriebene Art kommt in Neuguinea vor.[6]
- Podocarpus oblongus de Laub.: Die 2015 erstbeschriebene Art kommt im westlichen Neuguinea vor.[6]
- Podocarpus orarius R.R.Mill & M.Whiting: Die 2012 erstbeschriebene Art kommt von Neuguinea bis zu den Salomonen vor.[6]
- Podocarpus vanuatuensis de Laub.: Die 2015 erstbeschriebene Art kommt in Vanuatu vor.[6]

Heute nicht mehr in die Gattung Podocarpus gehören zum Beispiel folgende Arten:
- Pflaumen-Steineibe (Prumnopitys andina (Poepp. ex Endl.) de Laub., Syn.: Podocarpus andinus Poepp. ex Endl., Prumnopitys elegans Phil.)
- Neuseeländische Warzeneibe (Dacrycarpus dacrydioides (A.Rich.) de Laub., Syn.: Podocarpus dacrydioides A.Rich., Dacrydium excelsum D.Don, Podocarpus thujoides R.Br., Nageia dacrydioides (A.Rich.) F.Muell., Nageia excelsa (D.Don) Kuntze, Podocarpus excelsus (D.Don) Druce)
- Miro (Prumnopitys ferruginea (G.Benn. ex D.Don) de Laub., Syn.: Podocarpus ferrugineus G.Benn. ex D.Don, Stachycarpus ferrugineus (G.Benn. ex D.Don) Tiegh., Nageia ferruginea (G.Benn. ex D.Don) F.Muell.)
- Nagibaum (Nageia nagi (Thunb.) Kuntze, Syn.: Podocarpus nagi (Thunb.) Pilg., Decussocarpus nagi (Thunb.) de Laub., Podocarpus formosensis Dummer, Podocarpus koshunensis (Kaneh.) Kaneh.)
- Schlankes Afrogelbholz (Afrocarpus gracilior (Pilg.) C.N.Page, Syn.: Podocarpus gracilior Pilg., Decussocarpus gracilior (Pilg.) de Laub.)
- Gewöhnliches Afrogelbholz (Afrocarpus falcatus (Thunb.) C.N.Page, Syn.: Podocarpus falcatus (Thunb.) R.Br. ex Mirb.)

## Nutzung als Zierpflanze
Alle Arten sind in Mitteleuropa nicht winterhart. Auf den britischen Inseln werden mehrere Arten kultiviert und sind dort auch in Gärten und Parks zu sehen. Einzelne Arten sind als Zimmerpflanzen geeignet und sind sogar relativ robust.